# جان بيار لاندو
جان بيار لاندو (بالفرنسية: Jean-Pierre Landau)‏ هو مسؤول فرنسي، ولد في نوفمبر 1946.